# Sautron
Sautron (bretonisch Saotron) ist eine französische Gemeinde mit 8534 Einwohnern (Stand: 1. Januar 2022) im nordwestlichen Umland von Nantes im Département Loire-Atlantique in der Region Pays de la Loire. Sautron gehört zum Arrondissement Nantes und zum Kanton Saint-Herblain-1. Die Einwohner nennen sich Sautronnais(es).

## Geographie
Sautron liegt etwa zehn Kilometer nordwestlich von Nantes am Fluss Cens. Umgeben wird Sautron von den Nachbargemeinden Vigneux-de-Bretagne im Norden, Orvault im Osten, Saint-Herblain im Südosten, Couëron im Süden und Saint-Étienne-de-Montluc im Westen. 
Durch die Gemeinde führt die Route nationale 165, die hier in die Autoroute A82 übergeht.

## Bevölkerungsentwicklung
| 1962                       | 1968 | 1975 | 1982 | 1990 | 1999 | 2006 | 2017 |
| -------------------------- | ---- | ---- | ---- | ---- | ---- | ---- | ---- |
| 1216                       | 1333 | 2849 | 4692 | 6026 | 6818 | 6809 | 8192 |
| Quellen: Cassini und INSEE |      |      |      |      |      |      |      |

## Sehenswürdigkeiten

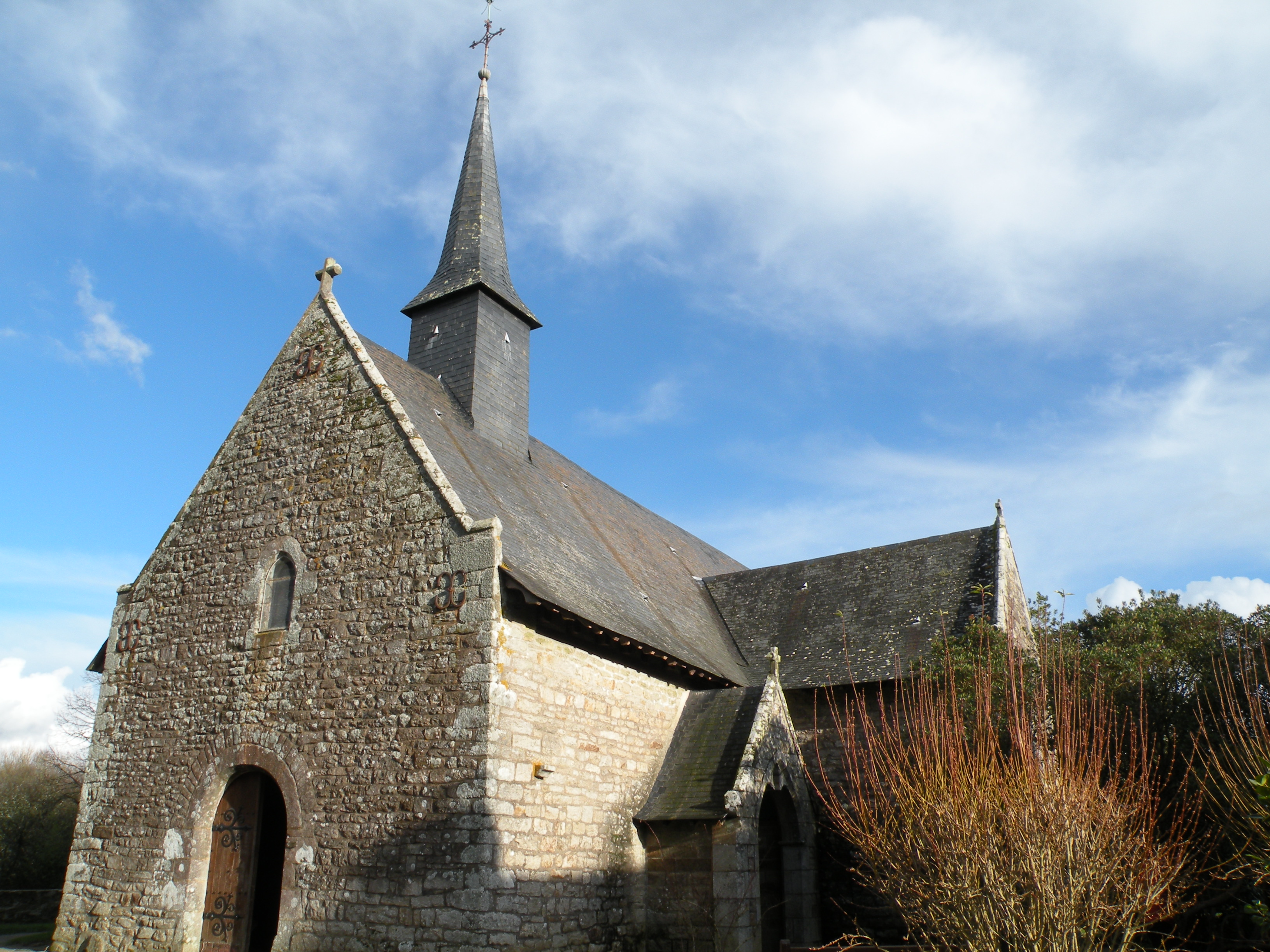
Kapelle Bongarant

- Kirche Saint-Jacques et Saint-Philippe
- Kapelle Notre-Dame de Bongarant, Beginn des Baus im ersten Viertel des 15. Jahrhunderts, im 16. Jahrhundert beendet, Monument historique seit 1969

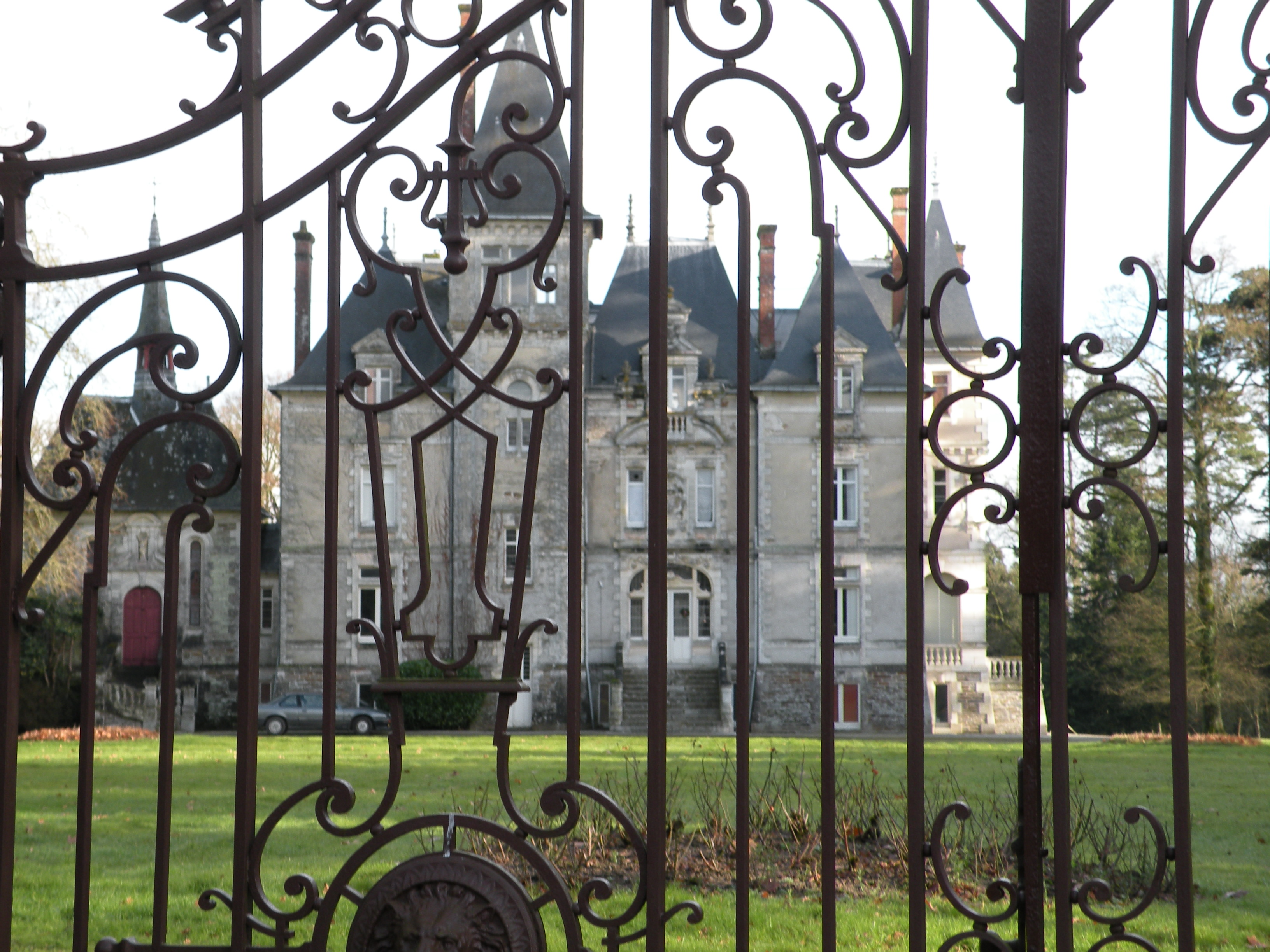
Château des Croix
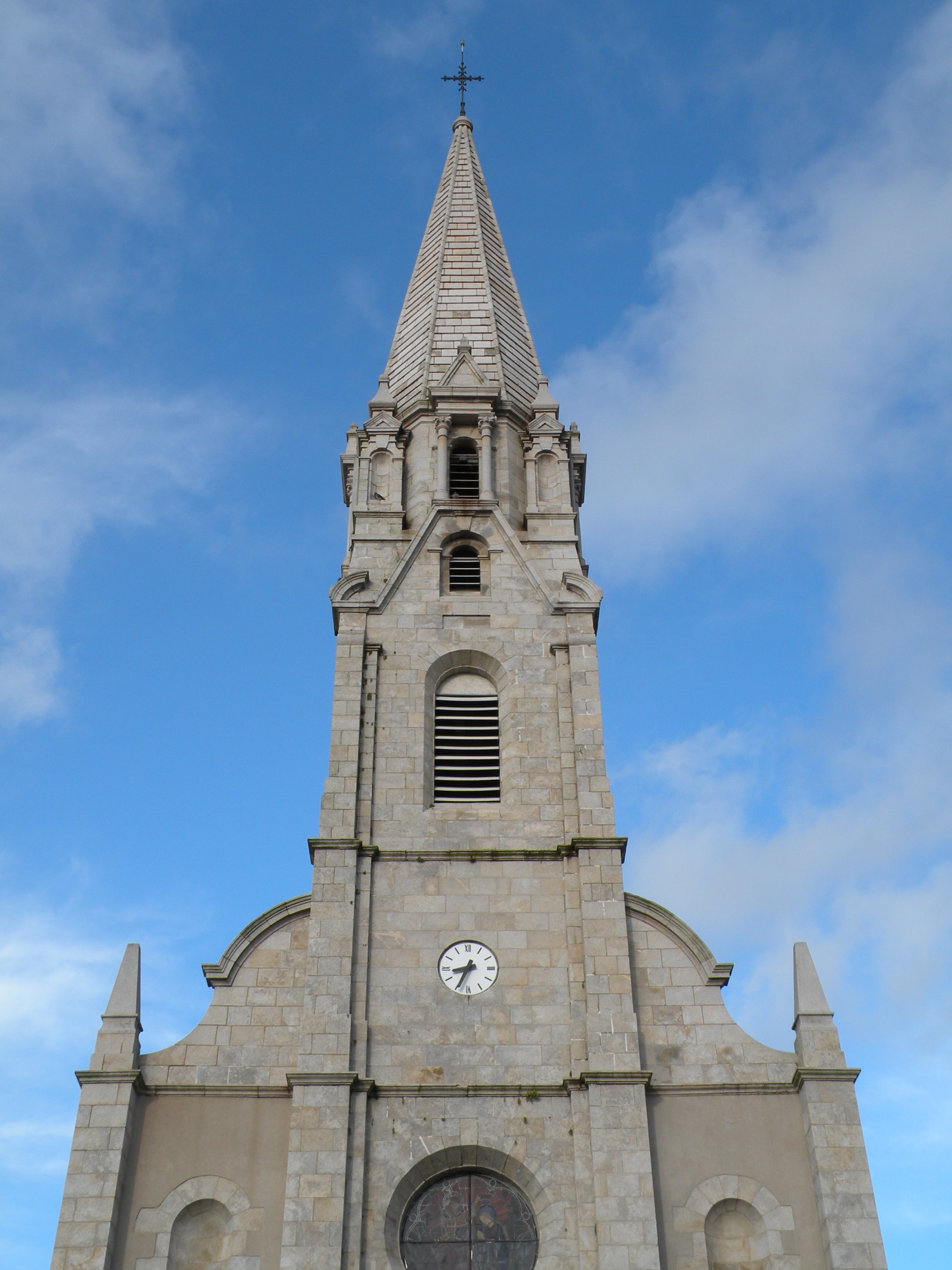
Kirche Saint-Jacques et Saint-Philippe

- Château des Croix
- Kirche Saint-Jacques et Saint-Philippe